# Župnija Železniki
Župnija Železniki je rimskokatoliška teritorialna župnija dekanije Škofja Loka nadškofije Ljubljana.